# Miss Réunion
Miss Réunion est un concours de beauté annuel concernant les jeunes femmes de La Réunion.
Il est qualificatif pour l'élection de Miss France, retransmise en direct sur la chaîne TF1 début décembre de chaque année.
Deux Miss Réunion ont déjà été couronnées Miss France :
- Monique Uldaric, Miss France 1976 ;
- Valérie Bègue, Miss France 2008.

Une Miss Réunion a été remplaçante à Miss France : Kelly Hoarau, Miss France 1978.
Par ailleurs, le concours a été considéré comme national pendant 10 ans (1977 à 1986), plusieurs gagnantes ont donc pu accéder à Miss Univers sans franchir d'autres étapes.[réf. souhaitée]

## Élection

### Critères
Les critères à respecter pour s'inscrire sont semblables à ceux de l'élection Miss France, Miss Réunion étant une élection qualificative pour cette dernière. Les candidates doivent, entre autres, être âgées entre  de plus de 18, mesurer au minimum 1,70 m sans talons et habiter l'île.

### Sélections
Des sélections sont organisées dans chaque région de l'île : à Saint-Denis pour le Nord, à Saint-Paul ou Saint-Leu pour l'Ouest et Saint-Pierre pour le Sud. À la suite de cela, 12 candidates sont sélectionnées et concourent pour le titre lors d'une soirée à Saint-Denis retransmise en direct à la télévision.

### Cérémonie
Elle a lieu durant le milieu de l'année (juin, juillet ou août), en direct du théâtre de Champ-Fleuri à Saint-Denis. La lauréate accède automatiquement en décembre suivant au concours national désignant la Miss France de l'année suivante.
Chaque année, une Miss France assiste à l'élection et certaines Miss en titre provenant des îles voisines. 
En 2010, seuls les votes du public comptaient. Florence Arginthe est donc la première Miss à être élue exclusivement par les votes du public réunionnais (sans avis d'un jury pour le dernier tour).
En 2013, l'élection est diffusée sur Réunion 1re et le public pouvait encore voter au dernier tour (50:50). Vanille M'Doihoma a donc été vivement décriée sur les réseaux sociaux à la suite de sa victoire[réf. nécessaire].
En 2014, Miss Réunion est élue seulement par le public lors du dernier tour. Depuis 2015, les votes du public comptent pour 50 % et les votes du jury pour 50 %.

#### Retransmission à la télévision
L'élection est télévisée depuis 1994 et a été diffusée sur Réunion 1re pendant 14 ans (jusqu'en 2008). Auparavant, les présentateurs faisaient souvent le déplacement de Métropole pour assurer l'animation de la soirée, comme cela a été le cas en 2007 avec Jean-Pierre Foucault, Bernard Montiel pour 2008 ou bien Julien Lepers.
À partir de 2009 jusqu'en 2012, l'élection est retransmise sur la chaîne privée Antenne Réunion et est présentée par un animateur local (Christophe Bégert depuis 2009).
L'élection revient sur Réunion 1re en 2013, présenté par Jean-Pierre Foucault, elle fait grand désordre. En 2014 l'émission est coprésentée par Stéphane Jobert (ex-animateur de Radio France Outremer de 1995 à 2001) et Katiana Castelnau. En 2015, Katiana Castelnau et Mickael Lauret coaniment cette soirée. 
Miss Réunion revient sur Antenne Réunion en 2016 avec la cérémonie diffusée en direct le 27 août 2016 sur la chaîne privée et présentée à nouveau par Christophe Bégert.

## Élections locales qualificatives
Pour l'élection de 2015, le comité Miss Réunion décide d'organiser des pré-élections pour la finale. Les pré-sélections désignent 4 candidates qualifiées d'office pour la finale du théâtre Champs-Fleuri. Les candidates sélectionnés proviennent des élections de :
- Miss Réunion nord à Ste-Marie ;
- Miss Réunion est à St-André ;
- Miss Réunion sud à St-Pierre ;
- Miss Réunion ouest à St-Paul.

À la suite de ces élections, 8 candidates seront retenues sur les 12 (les 4 miss et 4 candidates ayant le plus de point) et 4 seront choisies lors d'une sélection comme les autres années, sauf que Miss Réunion ouest 2015 se désiste, 9 candidates seront sélectionnés (les 3 miss restantes et les 6 candidates ayant le plus de points).
En 2016, l'élection repassant sur le diffuseur privé, ces élections ne sont pas diffusées à l'antenne et seules les miss gagnantes sont sélectionnées. Il n'existe plus d'élections dans les régions, les 12 candidates pour la finale régionale étant sélectionnées après castings.

## Synthèse des résultats
Note : Toutes les données ne sont pas encore connues.
- Miss France : Monique Uldaric (1975), Valérie Bègue (2007)
- Miss France remplaçante : Kelly Hoarau (1977)[Note 1]
- Miss France d'Outre-Mer : Évelyne Pongérard (1976)
- 1re dauphine : Joëlle Ramyead (1986)
- 2e dauphine : Isabelle Jacquemart (1978), Corine Lauret (1994), Raïssa Boyer (2006), Marie Payet (2011)
- 3e dauphine : Myrose Hoareau (1979), Élodie Lebon (2005), Morgane Soucramanien (2018)
- 4e dauphine : Élodie Surray (1999), Azuima Issa (2015), Audrey Chane-Pao-Kan (2017)
- 5e dauphine : Virginie Benoîte (2004), Ambre Nguyen (2016), Lyna Boyer (2020)
- 6e dauphine : Bernadette Orboin (1974), Raïssa Law Wan (2001), Dana Virin (2021)
- Top 12/Top 15 : Brigitte Adam (1991), Delphine Courteaud (2008), Vanille M'Doihoma (2013), Marie-Morgane Lebon (2019)

## Les Miss
Note : Toutes les données ne sont pas encore connues.
| Année | Nom                                 | Âge    | Taille | Résidence      | Classement Local/Régional         | Classement Miss France | Autres |
| ----- | ----------------------------------- | ------ | ------ | -------------- | --------------------------------- | --- | --- |
| 1957  | Monique Hoarau                      |        |        |                |                                   | | Morte le 21 décembre 2018 |
| 1958  | Régine Fontaine                     |        |        |                |                                   | | |
| 1974  | Bernadette Orboin                   |        |        |                |                                   | 6e dauphine de Miss France 1975 | |
| 1975  | Monique Uldaric                     | 21 ans | 1,72 m | Saint-Pierre   |                                   | Miss France 1976 | |
| 1976  | Évelyne Pongérard                   |        |        |                |                                   | 2e dauphine de Miss France 1977 | Miss Dom-Tom France 1977. Elle participe au concours Miss Univers 1978 (sous l'écharpe de Miss Réunion) |
| 1977  | Kelly Hoarau                        |        |        |                |                                   | 2e dauphine de Miss France 1978, elle succède à la 1re dauphine Brigitte Konjovic au titre de Miss France 1978, représentante de la France à Miss Monde 1978 | |
| 1978  | Isabelle Jacquemart                 |        |        |                |                                   | 2e dauphine de Miss France 1979 | Elle participe au concours Miss Univers 1979 (sous l'écharpe de Miss Réunion) |
| 1979  | Myrose Hoareau                      |        |        |                |                                   | 3e dauphine de Miss France 1980 | Elle participe au concours Miss Univers 1980 (sous l'écharpe de Miss Réunion) |
| 1980  | Patricia Abadie                     |        |        |                |                                   | | Elle participe au concours Miss Univers 1981 (sous l'écharpe de Miss Réunion) |
| 1981  | Ginon Manthe                        |        |        |                |                                   | | |
| 1982  | Dominique Fontaine                  |        |        |                |                                   | | |
| 1983  | Marie-Paule Drula                   |        |        | Saint-Louis    |                                   | | |
| 1984  | Linda Hoareau                       |        |        |                |                                   | | |
| 1985  | Marie Florestan dite Marie Chocolat |        |        |                |                                   | | Elle a des origines cafrines et a rendu sa couronne 6 mois après son élection ; c'est sa première dauphine Geneviève Lebon qui participe à Miss Univers |
| 1986  | Joëlle Ramyead                      |        |        |                |                                   | 1re dauphine de Miss France 1987 | Représentante de la France à Miss International 1987 |
| 1988  | Gilda Payet                         | 17 ans | 1,71 m |                |                                   | | |
| 1991  | Brigitte Adame                      |        |        |                |                                   | Figure parmi les 12 demi-finalistes à l'élection de Miss France 1992                                                                                         | |
| 1992  | Laurence Lam-Wing-Hime              | 18 ans |        | Saint-Denis    |                                   | | |
| 1994  | Corine Lauret                       | 18 ans | 1,74 m | Saint-Denis    |                                   | 2e dauphine de Miss France 1995 | Participe à l'élection de Miss Univers 1995 en se classant 17e sur 84, 2e dauphine de Miss Forever Europe 2008 |
| 1995  | Béatrice Drula                      |        |        |                |                                   | | |
| 1996  | Fabienne Savrimoutou                |        |        |                |                                   | | |
| 1997  | Sandrine Aipar                      | 18 ans | 1,73 m |                |                                   | À la suite d'un malaise intervenu le jour de l'élection, décide de ne pas participer à l'élection de Miss France 1998                                        | |
| 1998  | Angélique Marcel                    | 18 ans | 1,71 m |                |                                   | | |
| 1999  | Élodie Surray                       | 19 ans | 1,76 m | La Possession  |                                   | 4e dauphine de Miss France 2000 | |
| 2000  | Natacha Delmas                      |        |        | Saint-André    |                                   | | |
| 2001  | Raïssa Law Wan                      | 21 ans |        | Le Port        |                                   | 6e dauphine de Miss France 2002 | |
| 2002  | Stéphanie Tapé                      |        |        | Saint-Philippe |                                   | | |
| 2003  | Gelsie Robert                       | 19 ans | 1,72 m | Sainte-Marie   |                                   | | |
| 2004  | Virginie Benoîte                    | 22 ans | 1,76 m | Saint-Joseph   |                                   | 5e dauphine de Miss France 2005 | |
| 2005  | Élodie Lebon                        | 18 ans | 1,78 m | Les Avirons    |                                   | 3e dauphine de Miss France 2006 | N'a pas remis sa couronne le soir de l'élection de Miss Réunion 2006, à la suite de désaccords avec le comité Miss Réunion |
| 2006  | Raïssa Boyer                        | 19 ans | 1,75 m | Sainte-Marie   |                                   | 2e dauphine de Miss France 2007 | A failli perdre sa couronne à la suite de photos qui n'étaient pas du goût du comité Miss France |
| 2007  | Valérie Bègue                       | 22 ans | 1,74 m | Saint-Leu      |                                   | Miss France 2008 | Quelques semaines après son sacre, des photos suggestives apparaissent dans la presse, ce qui a créé une polémique ; elle garde finalement son titre mais ne peut pas représenter la France aux concours internationaux |
| 2008  | Delphine Courteaud                  | 22 ans | 1,72 m | La Possession  | 1re dauphine de Miss Réunion 2004 | Figure parmi les 12 demi-finalistes à l'élection de Miss France 2009 et termine 10e                                                                          | |
| 2009  | Kim Hoa Barutaut                    | 18 ans | 1,82 m | Saint-Denis    |                                   | | |
| 2010  | Florence Arginthe                   | 18 ans | 1,72 m | Saint-Joseph   |                                   | | |
| 2011  | Marie Payet                         | 19 ans | 1,78 m | Saint-Denis    |                                   | 2e dauphine de Miss France 2012. | Prix du mannequinat à Miss France 2012 ; 5e dauphine de Miss Univers 2012. |
| 2012  | Stéphanie Robert                    | 21 ans | 1,72 m | Saint-Paul     |                                   | | |
| 2013  | Vanille M'Doihoma                   | 21 ans | 1,75 m | Le Tampon      | 3e dauphine de Miss Réunion 2012  | Figure parmi les 12 demi-finalistes à l'élection de Miss France 2014 et termine 12e                                                                          | |
| 2014  | Ingreed Mercredi                    | 19 ans | 1,71 m | Saint-Paul     |                                   | | Le comité Miss Réunion suspend Ingreed Mercredi à partir du 28 avril 2015 en raison d'une attaque en justice infondée de la part de la Miss en titre envers le comité. La jeune femme ne participe plus, en public, aux prestations dévolues à la fonction et est alors remplacée par sa 1re dauphine Anne-Gaëlle Laterrière |
| 2015  | Azuima Issa                         | 19 ans | 1,80 m | Saint-Denis    |                                   | 4e dauphine de Miss France 2016 | |
| 2016  | Ambre Nguyen                        | 20 ans | 1,78 m | Saint-Denis    |                                   | 5e dauphine de Miss France 2017 | |
| 2017  | Audrey Chane Pao Kan                | 19 ans | 1,71 m | Saint-Joseph   |                                   | 4e dauphine de Miss France 2018 | |
| 2018  | Morgane Soucramanien                | 18 ans | 1,74 m | Sainte-Marie   |                                   | 3e dauphine de Miss France 2019 | |
| 2019  | Marie-Morgane Lebon                 | 21 ans | 1,77 m | Saint-Joseph   |                                   | Figure parmi les 15 demi-finalistes à l'élection de Miss France 2020 et termine 12e                                                                          | 1re dauphine de Mini Miss Réunion 2007 |
| 2020  | Lyna Boyer                          | 21 ans | 1,73 m | La Possession  | 1re dauphine de Miss Réunion 2017 | 5e dauphine de Miss France 2021 | |
| 2021  | Dana Virin                          | 22 ans | 1,73 m | Sainte-Suzanne |                                   | 6e dauphine de Miss France 2022 | |
| 2022  | Marion Marimoutou                   | 18 ans | 1,72 m | Saint-André    |                                   | | |
| 2023  | Mélanie Odules                      | 20 ans | 1,77 m | Saint-Paul     | Candidate Miss Réunion 2021       | | |
| 2024  | Marine Futol                        | 18 ans | 1,80 m | Saint-Leu      |                                   | | |

### Galerie

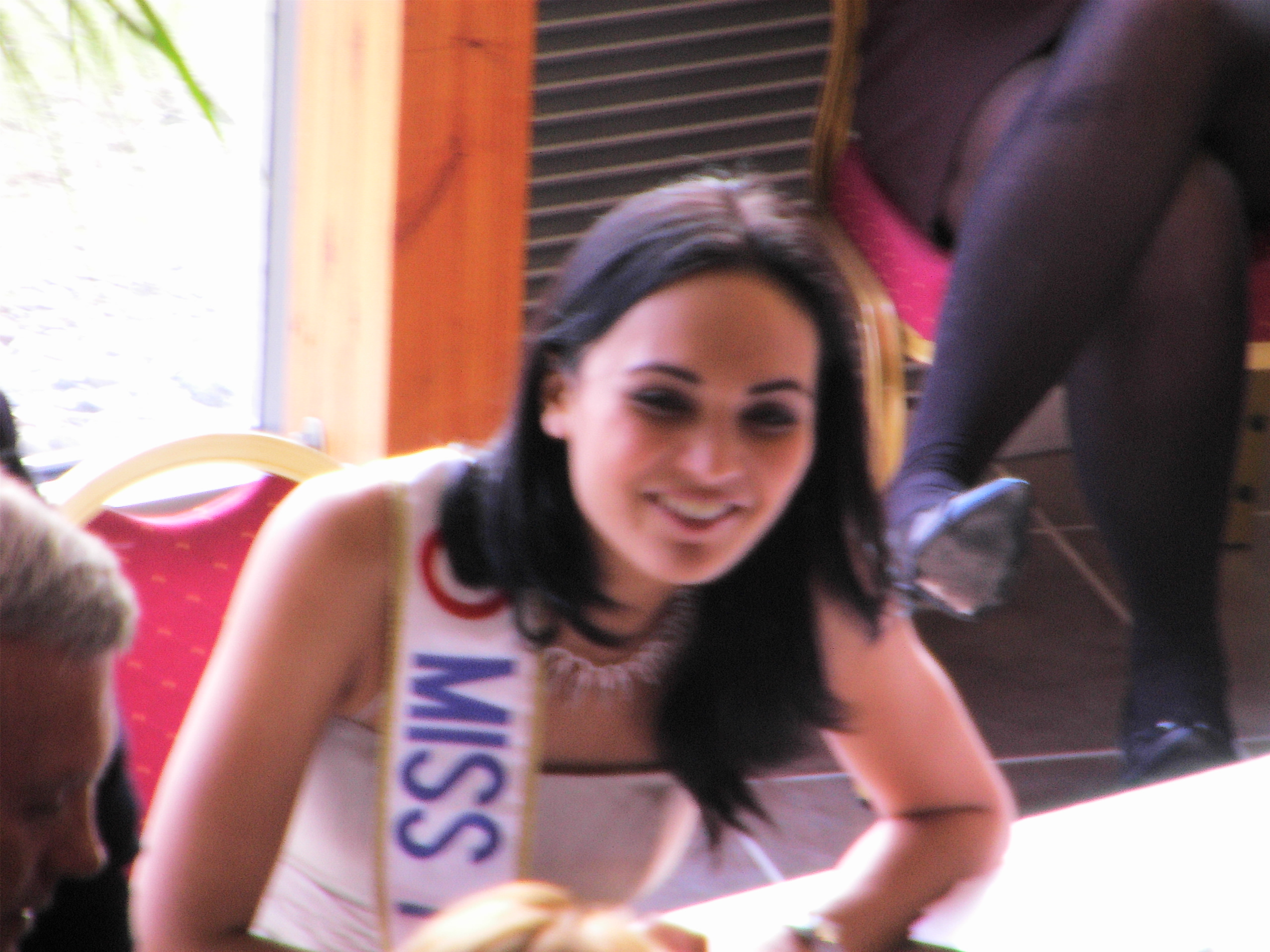
Valérie Bègue, Miss France 2008.

## Palmarès par commune depuis 2000
- Saint-Joseph : 2004, 2010, 2017, 2019 (4)
- Saint-Denis : 2009, 2011, 2015, 2016 (4)
- Saint-Paul : 2012, 2014, 2023 (3)
- Sainte-Marie : 2003, 2006, 2018 (3)
- Saint-Leu : 2007, 2024 (2)
- Saint-André: 2000, 2022 (2)
- La Possession: 2008, 2020 (2)
- Sainte-Suzanne : 2021 (1)
- Le Tampon : 2013 (1)
- Les Avirons : 2005 (1)
- Saint-Philippe: 2002 (1)
- Le Port : 2001 (1)

## Palmarès à l’élection Miss France depuis 2000
- Miss France :1976, 2008
- 1re dauphine :
- 2e dauphine : 2007, 2012
- 3e dauphine : 2006, 2019
- 4e dauphine : 2000, 2016, 2018
- 5e dauphine : 2005, 2017, 2021
- 6e dauphine : 2002, 2022
- Top 12 puis 15 : 2009, 2014, 2020
- Classement des régions pour les 10 dernières élections (Miss France 2015 à 2024): 6e sur 30[Note 2].